# Taeniophyllum tamianum
Taeniophyllum tamianum är en orkidéart som beskrevs av Johannes Jacobus Smith. Taeniophyllum tamianum ingår i släktet Taeniophyllum och familjen orkidéer. Inga underarter finns listade i Catalogue of Life.